# Arkadiusz Godel
Arkadiusz Godel (Lublin, 4 de febrero de 1952) es un deportista polaco que compitió en esgrima, especialista en la modalidad de florete.
Participó en dos Juegos Olímpicos de Verano en los años 1972 y 1976, obteniendo una medalla de oro en Múnich 1972 en la prueba por equipos. Ganó una medalla de oro en el Campeonato Mundial de Esgrima de 1978.

## Palmarés internacional
| Juegos Olímpicos   | Juegos Olímpicos | Juegos Olímpicos | Juegos Olímpicos    |
| Año                | Lugar            | Medalla          | Prueba              |
| ------------------ | ---------------- | ---------------- | ------------------- |
| 1972               | Múnich (RFA)     | Medalla de oro   | Florete por equipos |
| Campeonato Mundial |                  |                  |                     |
| Año                | Lugar            | Medalla          | Prueba              |
| 1978               | Hamburgo (RFA)   | Medalla de oro   | Florete por equipos |